# La Quintrala
Catalina de los Ríos y Lisperguer de Wittenberg (Santiago, c. octubre de 1604[cita requerida]-Santiago, 16 de enero de 1665), más conocida como la Quintrala, fue una aristócrata y terrateniente chilena de la época colonial, famosa por su gran belleza y atractivo físico.
Según la leyenda, fue cruel con sus sirvientes y se cree que tenía pactos con el diablo. Su figura —fuertemente mitificada gracias a las epístolas del obispo Francisco de Salcedo, en cuyos escritos se basaron los historiadores Benjamín Vicuña Mackenna y Magdalena Petit y sus respectivas obras Los Lisperguer y La Quintrala y La Quintrala— pervive en la cultura popular de Chile como el epítome de una terrateniente bella, perversa y abusadora.

## Familia y genealogía
Catalina era hija del matrimonio formado por el noble español Gonzalo de los Ríos y Encío con Catalina Lisperguer de Wittenberg y Flores, ambos miembros de la nobleza chilena y de una de las familias más ricas del reino.

### Ascendencia paterna
Su padre, hijo del soldado español en la Conquista de Chile, Gonzalo de los Ríos y Ávila, y de María Encío, hermana de Juan Encío, uno de los financistas de la expedición de Pedro de Valdivia, era un encumbrado terrateniente de la sociedad colonial santiaguina ostentando el grado de general del Real Ejército, maestre de campo que ejerció el cargo de corregidor de Santiago en los años 1611, 1614 y 1619. Era, además, dueño de una próspera hacienda en Longotoma, dedicada al cultivo de la caña de azúcar y trabajaba con negros esclavizados. Poseía asimismo plantaciones en el valle de La Ligua dedicado a cultivo de frutales y viñas, y otra hacienda en Cabildo llamada El Ingenio.

### Ascendencia materna
Catalina Lisperguer de Wittenberg y Flores y sus hermanos eran latifundistas con haciendas en Santiago y sus alrededores, hijos del conquistador alemán y duque de Sajonia Pedro Lisperguer de Wittenberg, llegado a Chile como parte del séquito del gobernador García Hurtado de Mendoza en 1557 y de Águeda Flores, hija a su vez de otro conquistador germano, Bartholomeus Blumenthal, y de  Elvira, cacica de Talagante, de la nobleza  inca local.
Catalina y María habían sido acusadas de envenenar al gobernador Alonso de Ribera y Zambrano en 1601, por despecho— tenían como hermano consanguíneo a Juan Rodulfo Lisperguer, muerto en la batalla del fuerte de Boroa en 1606. María, quien tenía a su vez otro cargo de asesinato, fue expulsada al Perú después del intento de envenenar al gobernador. Catalina permaneció en Chile y tuvo dos hijas de Gonzalo de los Ríos: Águeda —casada con el oidor de Lima, Blas de Torres Altamirano— y Catalina de los Ríos y Lisperguer, la Quintrala.

## Infancia y juventud

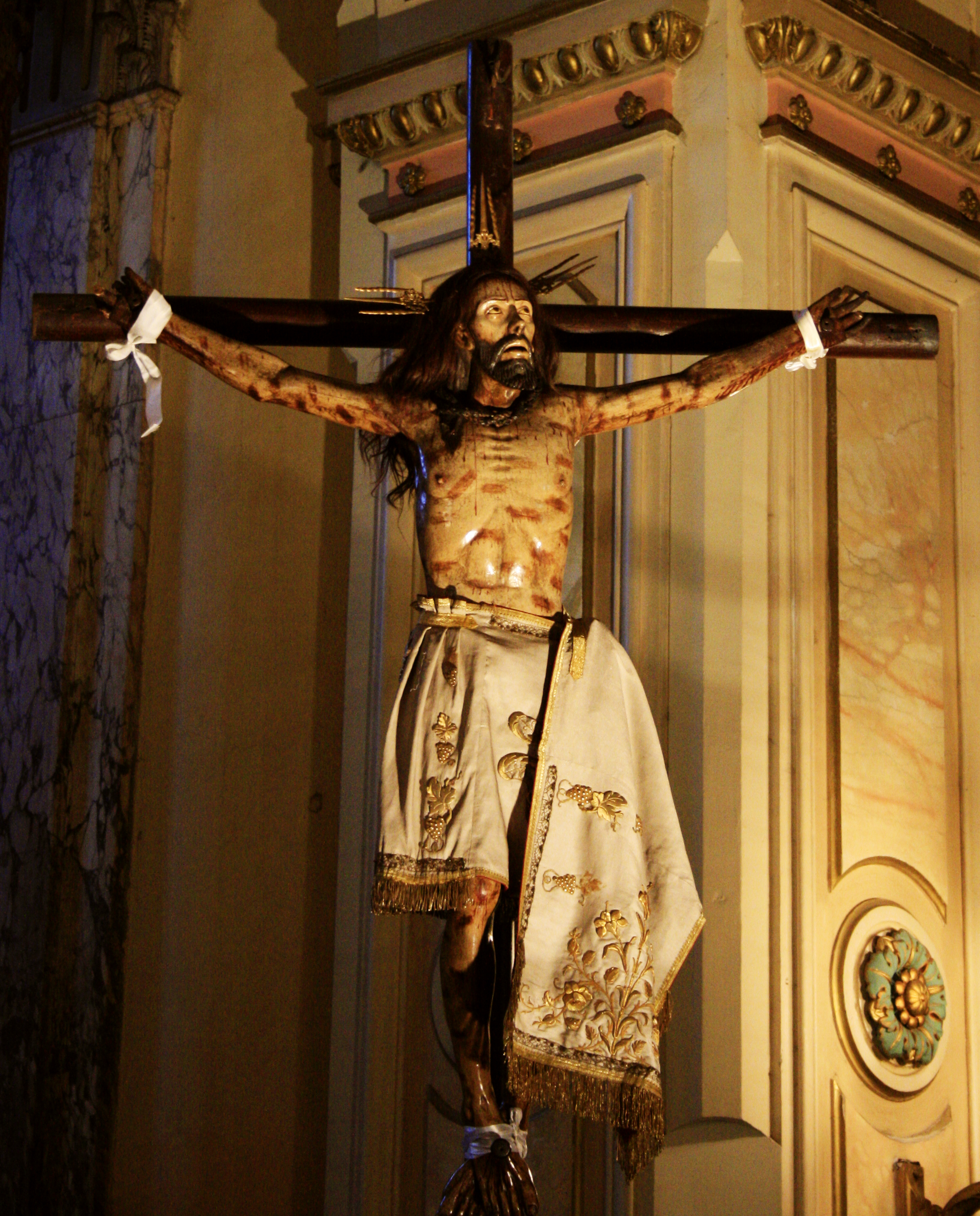
Figura del Cristo de Mayo que según la tradición perteneció a Catalina de los Ríos y Lisperguer.

La Quintrala creció en el seno de una familia de ricos terratenientes; tanto los Ríos como los Lisperguer eran familias de renombre en la sociedad santiaguina del siglo XVII. Sin embargo, no recibió una buena educación y fue semianalfabeta hasta su muerte. Catalina quedó al cuidado de su padre y de su abuela.
El apodo de La Quintrala es probablemente una desviación del diminutivo de su nombre de pila, Catrala o Catralita. Sin embargo, otra teoría dice que el sobrenombre proviene del hecho que azotaba a sus esclavos con ramas de quintral (Tristerix spp.), una planta parásita autóctona de flores rojas. Cabe destacar, por otra parte, que Catalina era pelirroja. Magdalena Petit sostiene en su libro La Quintrala que este nombre proviene del quintral, haciendo un símil al color de su cabello.
Catalina llegó en su juventud a ser una beldad en todo el sentido de la palabra, de tez blanca, elevada estatura sobre el promedio, cabellera pelirroja, y su color de ojos que eran de un intenso verde, resultado de una combinación genética entre sangre amerindia, española y alemana, que le habían otorgado notables atributos físicos "que la hacían muy atractiva a los hombres", según las crónicas del obispo Francisco González de Salcedo (1622-1634).
Se dice que una de sus tías la acercó a las prácticas paganas de la hechicería, con su abuela Águeda Flores, nieta de Tala Canta Ilabe, gobernador inca de Talagante.
Una de las primeras acusaciones que se le hicieron en su contra fue la de haber asesinado a su propio padre, Gonzalo de los Ríos y Encio, envenenándolo con una cena preparada por ella misma (al parecer pollo, según Benjamín Vicuña Mackenna). Esto debió haber sucedido cuando su padre se encontraba enfermo en cama en 1622 y ella tenía escasos 18 años. Pese a que la hermana de su padre reportó el crimen a las autoridades, nunca fue procesada, ya fuera por falta de pruebas o por las influencias con las que contaba su familia.

## Vida personal

### Matrimonio

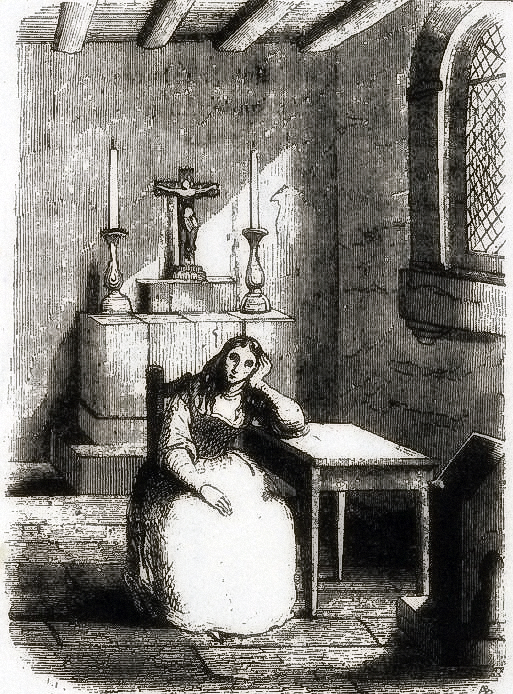
Ilustración de La Quintrala (Chile historia n°4)

Su abuela Águeda Flores, quien desde la muerte de sus padres era su tutora, como una forma de que su nieta tomara mejores vías, buscó a un hombre con quien casarla ofreciendo una generosa dote. La novia llevó al matrimonio una dote de 45.349 reales, suma bastante cuantiosa en aquella época.
En septiembre de 1626, a los 22 años, Catalina contrajo matrimonio de conveniencia con un coronel español con sucesión en Maule, Alonso Campofrío de Carvajal y Riberos de 42 años, cuya familia era descendiente de los Condes de Urgel y la Casa de Barcelona. 
Alonso, el cual no era un acaudalado, comenzó inmediatamente a ascender en cargos públicos, reemplazando incluso a algunos parientes de Catalina, como a Rodulfo Lisperguer en el cargo de alcalde. El cura que los casó fue el cura Pedro de Figueroa, amor platónico de Catalina; la leyenda dice que Catalina jamás se lo perdonó e intentó asesinarlo, aunque según otra versión ella se habría enamorado del religioso, a quien habría acosado hasta el cansancio sin resultados.
Al año siguiente de su matrimonio, Catalina da a luz a su primer y único hijo, Gonzalo, quien murió cuando contaba con 8 o 10 años de edad. Aproximadamente en 1628 muere su hermana en el Perú, y Catalina se convierte en la dueña de gran parte de las tierras que pertenecían a Águeda en Chile.
Según el historiador Benjamín Vicuña Mackenna, el esposo no era ajeno a las costumbres despiadadas de su mujer; fue benigno con ella (y ella con él) y la amaba. Ella le tuvo en gran aprecio y consideración, pero nunca llegó a amarlo.

### Amantes
Se dice que allá por el año 1624, Catalina invitó, mediante un billete amoroso, a un rico feudatario de Santiago, aunque se duda de algunos datos de esta versión porque según lo que consta en el testamento de Catalina, no sabía escribir, era semianalfabeta. Cuando lo tuvo ya en sus brazos, lo mató a cuchilladas y culpó del crimen a una esclava, quien fue ajusticiada en la Plaza de Armas.
También se cuenta que golpeó y apuñaló a un antiguo amante, un tal Enrique Enríquez de Guzmán de la Orden de Malta, por considerar que este había jugado con poca hombría con sus sentimientos (ya que él se había negado a entregarle una cruz, símbolo de su nobleza, a cambio de un beso). Enríquez habría osado espetarle en su propia cara supuestos amoríos con el fraile Pedro de Figueroa (su amor platónico) y haberse jactado públicamente de aprovecharse de las hermosas bondades de una mujer "liviana", en referencia a Catalina.
Algunas fuentes no rigurosas indican que también que cercenó la oreja izquierda a Martín de Ensenada y que mató a un  caballero de Santiago, en presencia de otro caballero, luego de una cita amorosa.

## Terrateniente

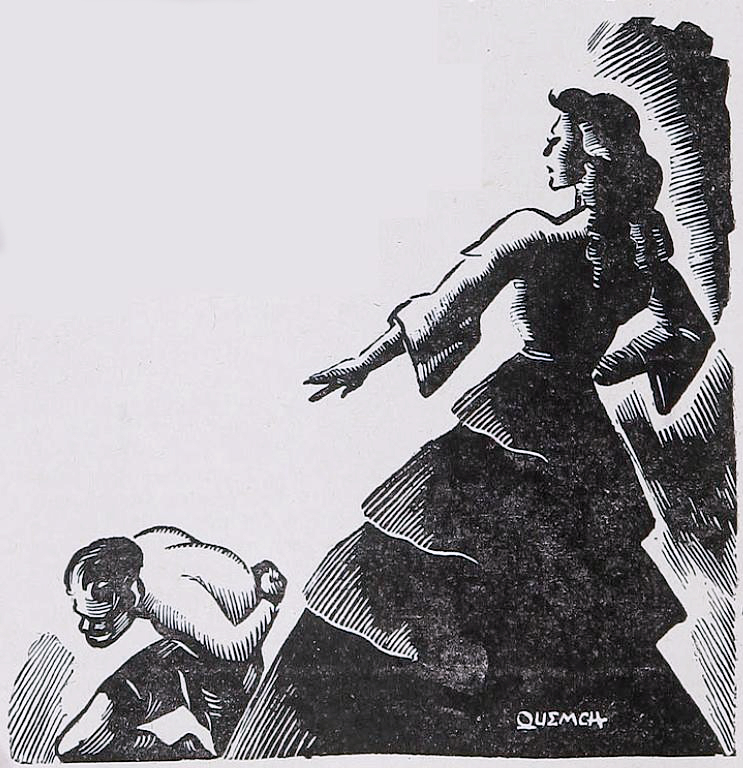
Ilustración que representa a La Quintrala maltratando a un peón.

Catalina se convirtió en terrateniente y encomendera, ya que heredó de su padre cuantiosas tierras en el valle costero de Longotoma, la añosa casona de la Chimba ( hoy entre los límites de Huechuraba y Quilicura donde aún existen sus ruinas) y la contigua hacienda El Ingenio en La Ligua distante 130 km de la capital, adquiriendo luego otras de no menor connotación (tanto en Cuyo, los Andes y en Petorca); además de propiedades menores en los suburbios precordilleranos de Santiago (la actual comuna de La Reina). Asentó su residencia en esa hacienda (donde todavía subsistirían Vides plantadas por la Quintrala). Catalina, rica, hacendada y ganadera, dirigía personalmente las actividades de sus propiedades, montando a caballo por los valles donde le complacía vivir, ya que la ciudad le era odiosa.  También se le asigna como pertenencia una gran casona en la comuna de Graneros que perteneció a la Hacienda El Molino (La Compañía) y que aún existe en ruinoso estado, se sabe a ciencia cierta que perteneció posteriormente a Mateo de Toro y Zambrano y que fue su casa de veraneo.
Desde 1637 disfrutó, además, de los repartimientos indígenas de la parte oriental cordillerana de Codegua, que habían pertenecido a una congregación de jesuitas.
En El Ingenio, según lo que se cuenta, comenzaron a ocurrir hechos horribles, tanto durante la vida de su marido, como después de su muerte acaecida hacia 1650. Un esclavo negro, llamado Ñatucón-Jetón fue asesinado, sin que se conozcan los motivos del macabro homicidio (la Quintrala lo mantuvo insepulto por dos semanas). En 1633, intentó matar a Luis Vásquez, clérigo de La Ligua, que le reprochó su vida disipada y sus crueldades. En aquella época los indígenas y esclavos eran discriminados como últimos en la escala de la sociedad colonial, carecían de todo derecho civil y estaban sometidos a la voluntad de su amo o encomendero.
Su crueldad llegó a tal extremo, que ese mismo año sus inquilinos se rebelaron y huyeron hacia los montes y comarcas vecinas. Catalina los hizo traer a la fuerza mediante provisión de la Real Audiencia. A cargo de esta labor puso al mayordomo Ascencio Erazo, que los prendía y los llevaba a la hacienda donde Catalina presidía el castigo por rebelión acompañada de su sobrino venido del Perú, hijo del Oidor de la Audiencia de Lima, Blas de Torres Altamirano, el Maestre de campo, don Jerónimo de Torres Altamirano, su mejor apoyo contra las acusaciones de la curía santiaguina. A pesar de continuas denuncias de abusos y crueldades, no recibió castigo alguno, porque teniendo mucho dinero y apoyo, fue pródiga entre jueces y letrados, además de contar con numerosa parentela en cargos importantes en la Audiencia de Lima.

### Intervención de la justicia

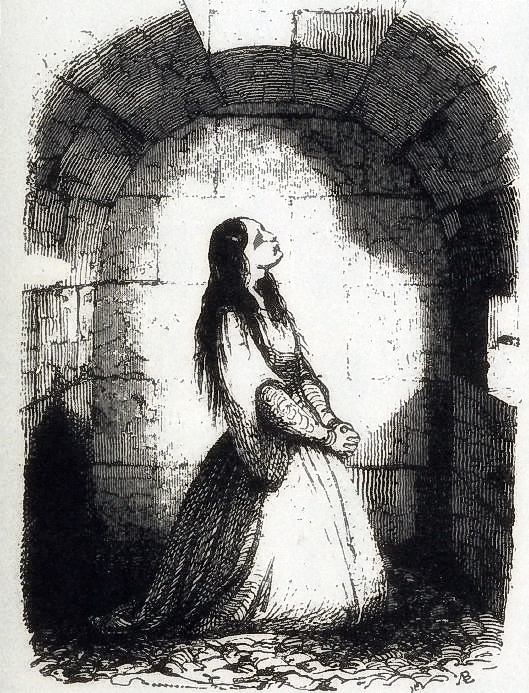
Ilustración que representa a La Quintrala en un grabado de la época.

En 1660, la Real Audiencia, ante la cantidad y magnitud de las denuncias, inició una investigación oficial secreta, basada en las acusaciones del obispo Francisco Luis de Salcedo, familiar de Luis Vásquez. El encargado de investigar los crímenes de la Quintrala fue el oidor y receptor de cámara, Francisco de Millán.
Millán alejó de El Ingenio a Catalina, su mayordomo y su sobrino para que sus víctimas pudieran desahogarse relatando los crímenes cometidos por su patrona. El comisionado de la Audiencia encontró suficientes evidencias de la veracidad de las acusaciones y éstas fueron remitidas a la capital. El oidor Juan de la Peña Salazar se trasladó en calidad de alguacil a la hacienda, arrestó a la Quintrala y la llevó a Santiago para seguirle un juicio criminal. 
Contra Catalina, que ya había sido acusada una vez de parricidio y otra de asesinato, comenzó un proceso por la matanza lenta y cruel de su servidumbre. El juicio se llevó adelante con mucha lentitud, pues las relaciones de la Quintrala seguían contando, al igual que su dinero. El proceso, muy publicitado, no estuvo exento de las influencias de su nombre y las relaciones familiares con los oidores, quienes favorecieron la causa de la acusada, a la que se le atribuía, en total, la autoría de unos cuarenta crímenes, lo que contribuyó a acrecentar el mito surgido en torno a su figura. Como resultado de las influencias ejercidas, el juicio se estancó y Catalina fue liberada. 
Tres décadas más tarde, la justicia se empeñó en conocer e informar de la veracidad de aquellas acusaciones,[cita requerida] pero la Quintrala ya había fallecido hace 9 años.

## Viudez y últimos años

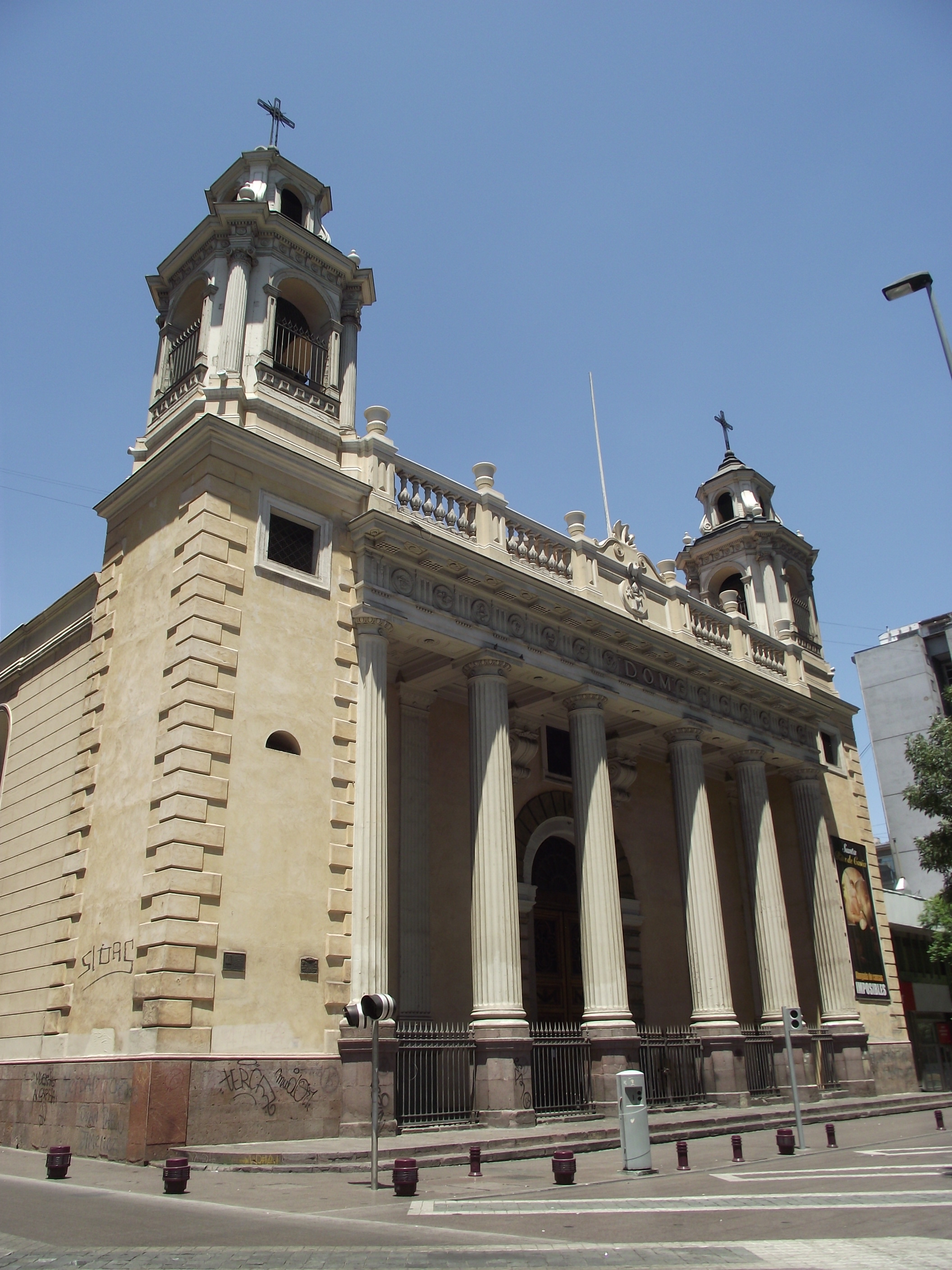
La iglesia de San Agustín en Santiago, donde está sepultada La Quintrala.

En 1654, a sus 50 años, Catalina quedó viuda, con lo que retomó el control total sobre las tierras y negocios que compartía con su esposo, Alonso Campofrío. En enero de 1662 se inició un nuevo juicio en su contra por diversos abusos y crímenes cometidos en contra de sus esclavos. Ese mismo año muere Jerónimo de Altamirano, su sobrino apoyo y puntal, y ella misma cae enferma. A partir de entonces, su salud se irá deteriorando de forma paulatina hasta su muerte en 1665.
Murió sin dejar descendencia en vida, el 15 de enero de 1665 a la edad de 61 años (edad avanzada para el promedio de la época), temida y mitificada en vida, sola y despreciada por todos, en su propiedad santiaguina contigua al templo de San Agustín. Su funeral fue fastuoso y fue sepultada vistiendo hábito de San Agustín como era su voluntad y como era tradición de la familia Lisperguer, en el Templo de San Agustín, sin que se sepa exactamente donde está su tumba dentro del Templo de San Agustín.  Su tumba hasta el día de hoy permanece en algún lugar del subsuelo trasero del templo sin haberse descubierto.

## Testamento
En su testamento, fechado el 16 de enero de 1665, Catalina ordenó y dejó pagadas mil misas tanto por su alma como la de sus seres queridos, así como por quienes habían vivido bajo su encomienda, en la iglesia de San Agustín, además de instituir diversas capellanías, entre las cuales se cuenta la instaurada en favor del Cristo de Mayo —imagen que, según la leyenda, habría pertenecido a ella y de la que se habría liberado porque la miraba con reproche— y así mantener la procesión expiatoria anual los días 13 de mayo. Otra suma menor fue destinada para ayudar a familiares y amigos. El resto de sus bienes fue rematado a beneficio de la agustinos.
El escribano público fue Pedro Vélez, el testigo del fallecimiento fue el capitán Martín de Urquiza (amigo personal y albacea) y el testamento fue abierto por el alcalde ordinario Josepe de Guzmán.
Según las crónicas de Benjamín Vicuña Mackenna, muchos de sus bienes fueron rematados por el capitán Urquiza y su propiedad en Santiago al costado del templo de las Agustinas quedó abandonada durante años, debido al miedo que tenía la gente supersticiosa de tener relación alguna con la Quintrala. En dicho testamento se indica que no sabe firmar.

## Legado, revisionismos y objetividad
Actualmente, la literatura ha tomado un  cariz revisionista frente a la única figura femenina del siglo XVII en Chile y tan vilipendiada durante dos siglos. Fuentes bien documentadas indican una intención dolosa y un velado tinte misógino replicados en cuya fuente y escritos se inspiró el escritor e historiador Benjamín Vicuña Mackenna y la escritora Magdalena Petit, a mitificar a Catalina de los Ríos como una encarnación de la maldad, se trata del conflictivo obispo Francisco González de Salcedo, contemporáneo de la Quintrala, quien se enemistó con los encomenderos de la zona y se hizo especialmente enemigo acérrimo de los Lisperguer y a quien aborrecía por las causas judiciales abiertas en 1633. Es muy probable que tanto Mackenna como Petit se basaran en estos escritos tendenciosos para reflejar una sociedad colonial y dramatizar una de sus obras, Los Lisperguer y La Quintrala (Doña Catalina de los Ríos, Episodio histórico-social con numerosos documentos inéditos) (2.º edición aumentada y corregida, Ediciones de la Imprenta del Mercurio, Valparaíso 1877) insertando en el imaginario colectivo de su tiempo a una destacada terrateniente como una mujer bella, malvada y amoral en todas sus formas y que representa en su vida y sus hechos los conflictos sociales de una época ya pasada.
Como ejemplo de lo anterior, se cita un fragmento de una carta escrita por el obispo Francisco Salcedo al Fiscal del Consejo de Indias en abril de 1630:

-" El origen de ésta, doña Catalina Flores, por parte de padre fue que de dos mujeres que trajo el gobernador Valdivia por mancebas, primer conquistador de este Reyno, fue una de ellas María de Encio, abuela de ésta señora.
Casóla el gobernador con un fulano de los Ríos, padre de ésta señora.  Ésta María de Encio mató a su marido estando en una siesta, echándole azogue en los oídos.
Este don Gonzalo casó con doña Catalina Flores, madre de ésta señora, y fue hija de doña Agueda Flores, una buena señora que tuvo muchos hijos e hijas, y las tuvieron en esta república como encantadoras, como se experimentó por un duende que en su casa alborotó toda esta tierra, con quien decías tenían pacto.
Ésta doña Catalina, madre de esta señora, doña Catalina que hoy vive, y de quien tratamos, quiso matar con veneno al gobernador Riveros. Fue mujer cruel, porque mató a con azotes a una hija de su marido, y a un indio a quien pidió la hierbas con que quiso envenenar el agua de la tinaja donde bebía el dicho gobernador.
Ésta doña Catalina, de quien se trata el presente, mató a su padre con veneno que le dio en un pollo, estando enfermo. Pidióle la muerte en esta Audiencia una hermana de us padre, que hoy vive, y también mató a un caballero del hábito de San Juan pocos años ha, enviándolo a llamar con un billete en el que le decía con engañosos halagos le mandaba llamar para tener maltrato con él aquella noche,  de cuya muerte conocieron en esta Audiencia. Y para moderar las atrocidades en el que le mataron, persuadieron a un negro esclavo suyo dijera que él le había muerto, y se condenase él mismo, que darían traza para librarlo.  Murieron las personas que le podían valer, y así ahorcaron al negro por haberse condenado él mismo y a ella solo le condenaron con una pena pecuniaria solamente, por haberle valido el favor de don Blas de Torres Altamirano, oidor de Lima, que está casado con su hermana (Agueda Mauricia) , y como cuñado suyo la favoreció en esta Audiencia, y así en nada hicieron justicia más en ahorcar al pobre negro que no tenía culpa.
Quiso matar por su persona a don Juan de la Fuente, maestre de escuela de esta Santa Iglesia y Vicario general de este obispado, corriéndolo con un cuchillo porque procuraba impedir sus liviandades.
Es mujer cruel, y en la parte donde asiste ha hecho muchas crueldades de su servicio doméstico que si se averiguase se hallaría muchos delitos cometidos, y se alaba que sea de salir con todo, porque tiene dinero y los oidores son sus amigos, sin el que últimamente cometido en mandar matar al cura vicario de esos pueblos, como constará de la información que se le ha hecho."- 
 Carta del Obispo de Santiago (Salcedo) fechada abril 10 de 1634

Algunos historiadores sugieren que el mito en torno La Quintrala se corresponde con la común intención satanizar en la sociedad de entonces a una mujer bella y talentosa con poder, influencia y carácter fuerte y que despertaba envidias y desataban conflictos sociales; en una época de la sociedad donde las mujeres estaban destinadas a roles secundarios, no obstante lo anterior no se puede desconocer los hechos de María de Encío, su abuela quien tuvo una trayectoria muy parecida a la interpelada Catalina

## Homenajes

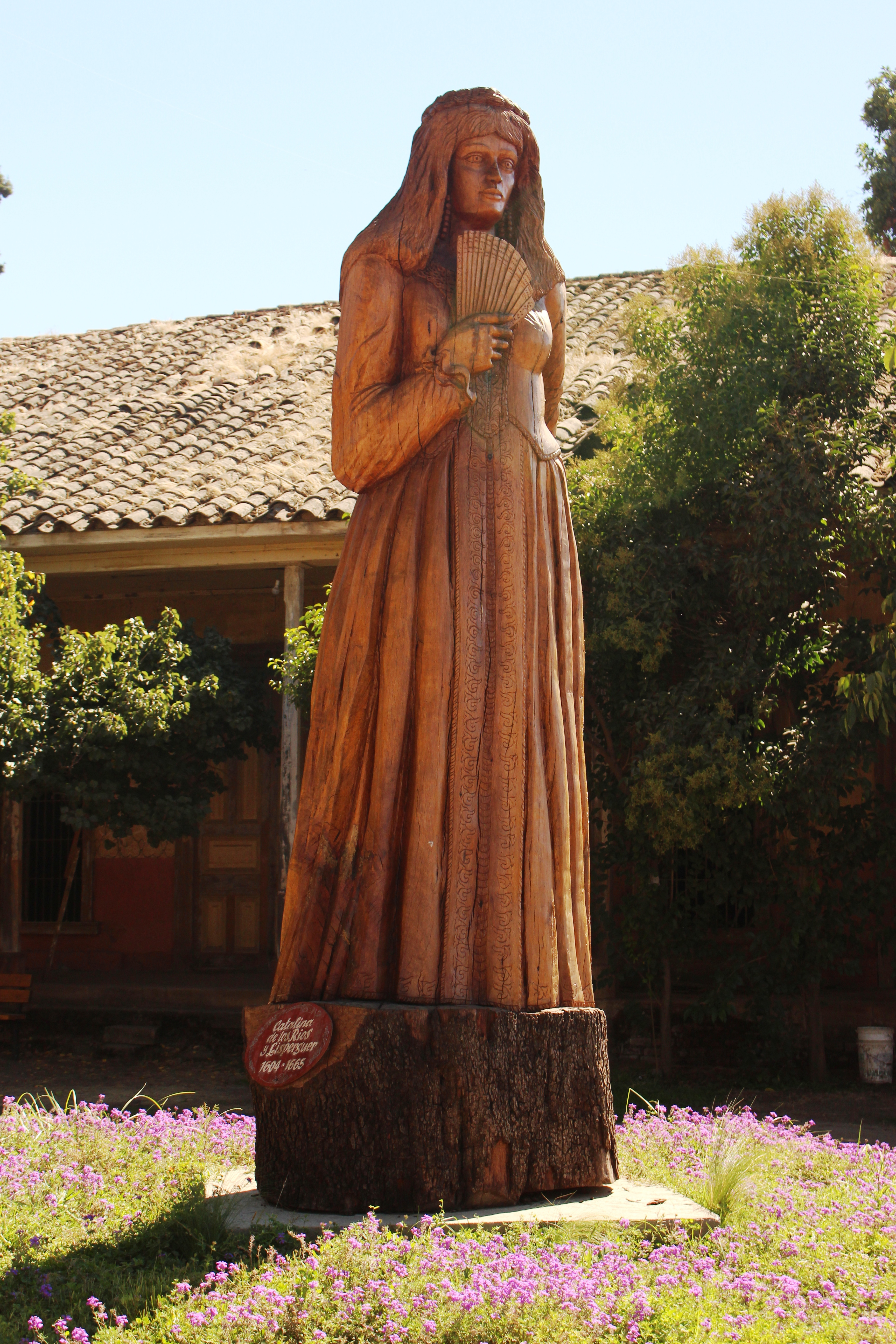
Monumento a La Quintrala en Graneros

## Filmografía

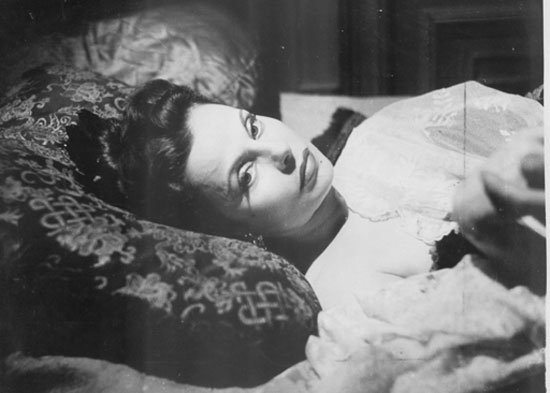
Ana María Lynch como La Quintrala en la película de 1955.